# Platylygus vanduzeei
Platylygus vanduzeei är en insektsart som beskrevs av Robert L. Usinger 1931. Platylygus vanduzeei ingår i släktet Platylygus och familjen ängsskinnbaggar. Inga underarter finns listade i Catalogue of Life.